# ارون (بازیکن فوتبال، زاده ۱۹۹۸)
ارون (انگلیسی: Eron؛ زادهٔ ۱۶ ژوئیهٔ ۱۹۹۸) بازیکن فوتبال اهل برزیل است.
از باشگاه‌هایی که در آن بازی کرده‌است می‌توان به باشگاه ورزشی ویتوریا اشاره کرد.
وی همچنین در تیم ملی فوتبال زیر ۱۷ سال برزیل بازی کرده‌است.